# Média Rives
Média Rives est le studio liégeois de la RTBF, situé à côté de Médiacité. La construction a commencé le 19 juin 2007 et le bâtiment est inauguré le 6 mai 2011. Au sein du bâtiment se trouve le Studio 40, d'une superficie de 1 200 m2 et qui est carré.

## Sources